# Chung Hong-won
Hong-won Chung (Contea di Hadong, 9 ottobre 1944) è un politico sudcoreano.

## Biografia
Fu primo ministro della Corea del Sud dal 26 febbraio 2013 al 16 febbraio 2015.